# Culicoides neghmei
Culicoides neghmei är en tvåvingeart som beskrevs av Vargas 1955. Culicoides neghmei ingår i släktet Culicoides och familjen svidknott. Inga underarter finns listade i Catalogue of Life.